# Eclipse (альбом Ингви Мальмстина)
Eclipse (рус. «Затмение») — пятый студийный альбом шведского гитариста-виртуоза Ингви Мальмстина, выпущенный в 1990 году на американском лейбле Polydor Records.

## Об альбоме
После проведения в СССР концерта Trial by Fire: Live in Leningrad в 1989-ом, группу покидают братья Юхансоны и Джо Линн Тернер, таким образом, Ингви приступил к записи нового студийного альбома с полностью обновленным коллективом — теперь он стал полностью шведским, все новые участники являлись шведами. Вокалистом стал шведский певец Горан Эдман (экс-Джон Норум), клавишником — Мэтс Олассон (экс-Silver Mountain), басистом — Сванте Хенрисон, а барабанщиком был выбран Михаэль Ван Кнорринг, до того игравший в малоизвестной шведской группе Mentzer и в группе Norden Light, выпустившей один альбом в 1987 году.
В целом, альбом характеризуется более заметным сдвигом как и звучания, так и текстов песен в более коммерческое, смягченное звучание и более подходящее для радиоформата.
Хотя композиции с альбома и попали в чарты, пластинка не снискала популярности предшественников.

## Список композиций
Музыка всех песен написана Ингви Мальмстином.
| №                   | Название                          | Текст песни              | Длительность |
| ------------------- | --------------------------------- | ------------------------ | ------------ |
| 1.                  | «Making Love»                     | Мальмстин, Горан Эдман   | 4:25         |
| 2.                  | «Bedroom Eyes»                    | Мальмстин, Эдман         | 5:11         |
| 3.                  | «Save Our Love»                   | Мальмстин                | 4:06         |
| 4.                  | «Motherless Child»                | Мальмстин                | 4:14         |
| 5.                  | «Devil in Disguise»               | Мальмстин, Эрика Норберг | 6:12         |
| 6.                  | «Judas»                           | Мальмстин, Эдман         | 4:25         |
| 7.                  | «What Do You Want»                | Мальмстин                | 3:52         |
| 8.                  | «Demon Driver»                    | Мальмстин, Норберг       | 3:27         |
| 9.                  | «Faultline»                       | Мальмстин, Эдман         | 5:07         |
| 10.                 | «See You in Hell (Don't Be Late)» | Мальмстин                | 3:45         |
| 11.                 | «Eclipse»                         | (инструментал)           | 3:46         |
| Общая длительность: | Общая длительность:               | Общая длительность:      | 49:08        |

## Участники записи
- Горан Эдман — вокал;
- Ингви Мальмстин — электрогитара, гитарный синтезатор, Taurus Bass;
- Сванте Хенрисон — бас-гитара, бэк-вокал;
- Мэтс Олассон — клавишные, бэк-вокал; R.I.P. 19/02/2015
- Михаэль Ван Кнорринг — ударные.
- Ингви Мальмстин — продюсер.
- Том Флетчер — запись, миксинг.

## Кавер-версии песен
- Испанская хэви-метал группа Dammian Lord выпустила кавер на песню «Bedroom Eyes», данный кавер вместе с кавером песни «Dissident Aggressor» британской группы Judas Priest вошёл на первое демо группы Armagedon в 1999 году.
- Американская прогрессив/пауэр-метал-группа Metal Mike Chlasciak также записала кавер песни «Bedroom Eyes» для своего дебютного альбома Terrotory: Guitar Kill!!!, выпущенного в 2000 году.
- Итальянская пауэр-метал группа No Mercy записала кавер-версии композиций «Demon Driver», «Eclipse» и «Making Love» для специального трибьют-альбома Tribute to Yngwie J. Malmsteen, изданного в 2007 году.
- Японская пауэр-метал группа Galneryus в 2010 году выпустила кавер на песню «Deja Vu» для 3-й и заключительной части трилогии специальных трибьют-альбомов Voices from the Past.